# Emil Demmig
Emil Demmig (* 14. September 1865 in Dresden; † 20. November 1941 in Hannover) war ein deutscher Architekt, Politiker und Mitglied des Deutschen Reichstags.

## Leben
Demmig besuchte die Gewerbeschule, die Baugewerkschule und die Kunstakademie Dresden. 1893 ließ er sich als Architekt in Hannover nieder.
Von Januar 1902 bis 1903 war er Mitglied des Deutschen Reichstags für den Reichstagswahlkreis Fürstentum Schaumburg-Lippe und die Freisinnige Volkspartei.

## Schriften
- Das System Leinert. 6 Jahre sozialistische Herrschaft im Rathause Hannovers; Vortrag des Architekten ... E. Demmig ... gehalten am 29. Dezember 1924 im Konzerthaus zu Hannover,  stenographische Aufnahme / Verband der Bürgervereine der Stadt Hannover, Hannover: Sponholtz Verlag 1924
  - Mikrofiche-Ausgabe: Bibliothek Stein, Nr. 2083, ISBN 3-628-02083-2